# Larchmont
Pour les articles homonymes, voir Larchmont (homonymie).

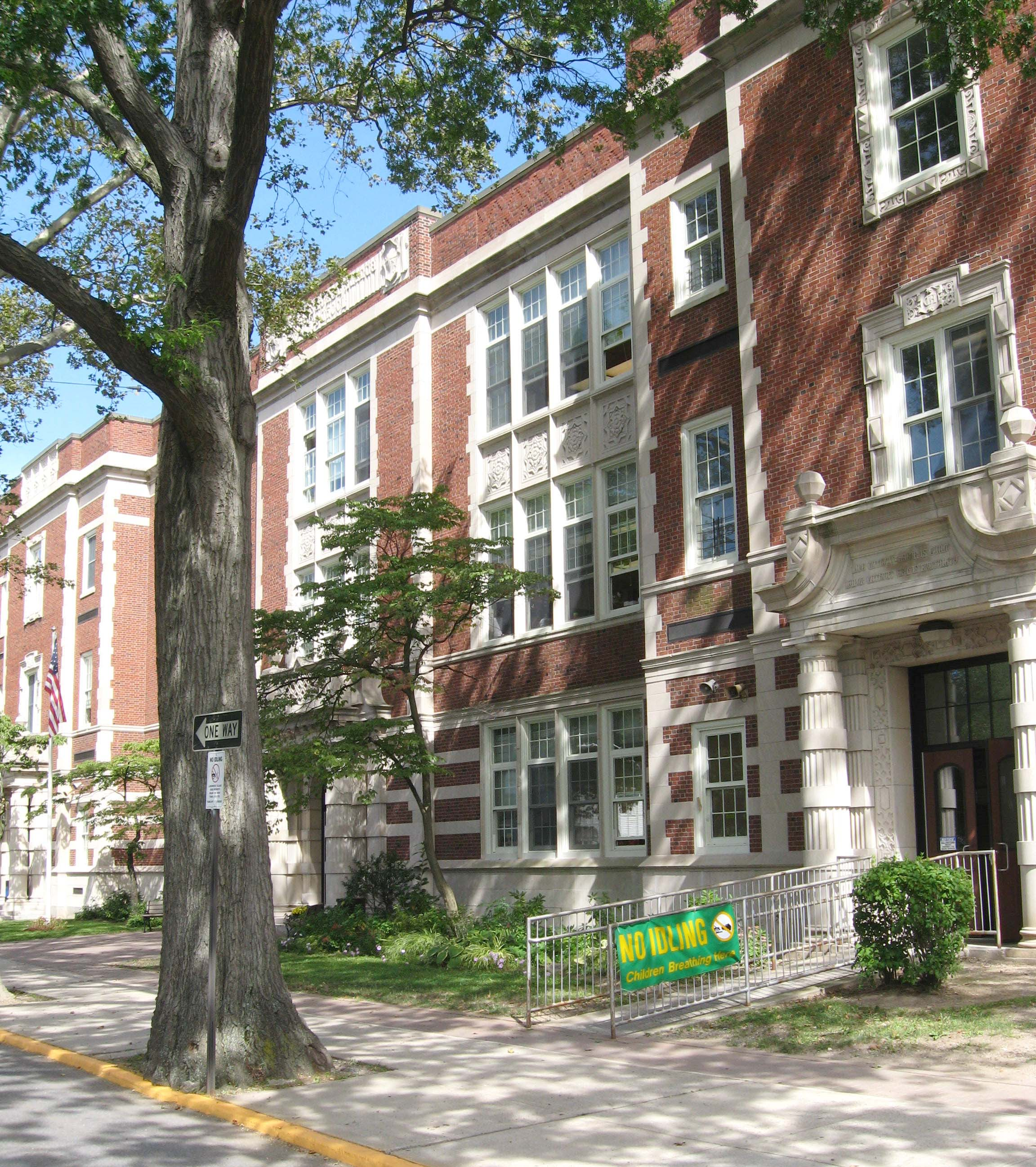
L'école dans Chatsworth Avenue.

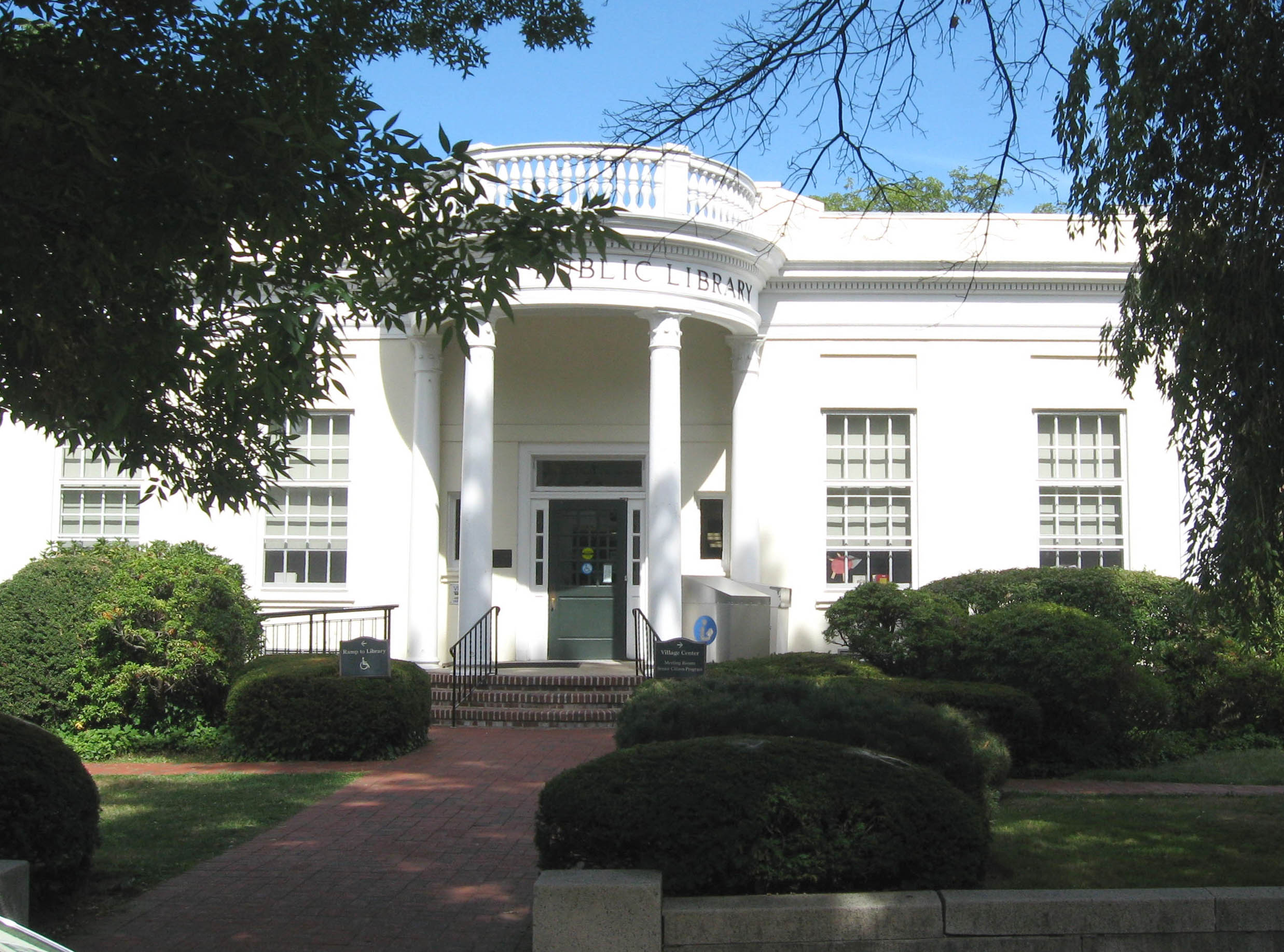
La bibliothèque publique.

Le village côtier de Larchmont, dans le comté de Westchester (État de New York), est situé sur la bande littorale de Long Island Sound, à 30 km au nord-est du centre de Manhattan. Larchmont, qui dépend de la commune de Mamaroneck, est desservie par la ligne New Haven du Metro-North Railroad. C'est une banlieue de New York appréciée des classes supérieures.

## Histoire
Peuplée à l'origine par les indiens Siwanoy (une tribu algonquienne), le site de Larchmont fut colonisé par des Hollandais en 1614. En 1720, les indiens Siwanoy avaient pratiquement disparu et le village était exclusivement peuplé de Britanniques et de Néerlandais.
La plus ancienne maison de Larchmont est Manor House sur Elm Avenue : elle a été édifiée en 1797 par un certain Peter Jay Munro. Munro était un neveu de John Jay, le premier Chief Justice de la Cour suprême des États-Unis. Au début du XIXe siècle, aux côtés de son oncle et d’Alexander Hamilton, Munro s’impliqua dans le mouvement abolitionniste avec la fondation de la State Manumission Society de l’État de New York. La maison de Munro faisait face à la place de la malle-poste de Boston, ce qui empoussiérait la façade. Pour y remédier, le jardinier de Munro fit importer des mélèzes d’Écosse, réputé pour leur croissance rapide ; et ces arbres donnèrent son nom au village (mélèze = larch-tree). Le village de Larchmont a été enregistré comme entité administrative en 1891.
Avant la démocratisation de l’automobile, Larchmont était une station balnéaire de riches New-Yorkais. Plusieurs cottages de style victorien et certains palaces (tels Bevan House et Manor Inn) ont été conservés, souvent transformés en résidences secondaires. Le Yacht club de Larchmont, voisin de Manor Park, organise chaque année une course de voile (1997 marquait le jubilé du centenaire). Les jardins de Manor Park ont été dessinés par l'ingénieur Jeremiah Towle. Le Larchmont Shore Club organise chaque année une course de natation le long de Long Island Sound.
Les villes voisines de Mamaroneck et Nouvelle-Rochelle sont largement peuplées de Franco-Américains.

## Tourisme
- Les installations sportives de Flint Park : courts de tennis et de raquette, trois terrains de baseball, un terrain de football, trois terrains de basket, une aire de pique-nique, et un terrain de jeu. Flint Park abrite la compétition annuelle de « Mani Bowl » à Noël, et est l'une des collines du village préférées pour la luge.
- Lorenzen Park, lieu des ralliement des footballers.
- Manor Park se trouve le long de la plage de Long Island Sound. Propriété de Larchmont Manor Park Society qui gère la plage, il est cependant ouvert au public.
- Pine Brook Park comporte plusieurs terrains de jeu.
- Willow/Woodbine Park est un parc naturel le long de Premium River (il y a aussi des terrains de basket, de football, et un terrain de jeu).
- Vanderburgh Park, aussi appelé Turtle Park, comporte plusieurs terrains de jeu.

Les non-résidents sont souvent abusés par une subtilité du service postal américain : l'essentiel du village dépend, non de la poste de Larchmont (code postal NY-10538), mais du district non-rattaché de Mamaroneck.

## Démographie
Au dernier recensement (2000), on comptait 6 485 habitants, répartis en 2 418 foyers et 1 709 familles résidantes. La densité de population est ainsi de 2 340,1 hab/km². On dénombre 2 470 maisons avec une densité moyenne de 891,3 maisons/km². La composition ethnique se répartit ainsi : 92 % de blancs, 2 % de noirs, 0,09 % d’Amérindiens, 2,82 % d’Asiatiques, 0,08 % de mélanésiens, 0,77 % d’autres minorités ethniques, et 1,33 % de métis. hispaniques et Latinos, toutes origines confondues, représentent 4,97 % de la population.
Des 2 418 foyers, 38,8 % comportent des enfants de moins de 18 ans, 62,6 % sont des conjoints vivant sous le même toit, 6,3 % sont des mères célibataires, et 29,3 % ne sont pas des familles au sens légal américain. 25,8 % sont des célibataires et 10,9 % comptent une personne âgée de plus de 65 ans. Le foyer moyen compte 2,66 individus, la famille moyenne 3,25 individus.
La structure par âges est : 29,3 % enfants de moins de 18 ans, 3,9 % jeunes adultes (de 18 à 24 ans), 30,1 % adultes de 25 à 44 ans, 23,7 % adultes de 45 à 64 ans, et 12,9 % des habitants ont 65 ans ou plus. L’âge moyen est 38 ans. Il y a 90,7 hommes pour 100 femmes, et 85,5 hommes pour 100 femmes au-delà de 18 ans.
Selon une estimation de 2009, le revenu moyen est de 165 375 $, et de 204 695 $ par famille. Le revenu per capita est de $109 664. Environ 1,6 % des familles et 2,3 % de la population vit sous le seuil de pauvreté, dont 1,5 % de mineurs et 5,1 % de personnes de plus de 65 ans.

## Larchmont dans les médias
- Les Griffin - Dans un flashforward, on voit un Stewie adulte aux prises avec ses factures de téléphone et hurlant à sa femme: « Un appel de 20 minutes pour Larchmont !? Mais qui connaît-on à Larchmont ? - Ma belle-sœur[5].»
- Joan Rivers - Ses sketches font souvent allusion à Larchmont, où elle a vécu[6].
- Wall Street - Lorsque Gordon Gekko et Bud Fox sont au guichet du club de remise en forme, Gekko demande à un autre clubber : « Comment ça va à Larchmont (How's Larchmont treating you?) »
- Rabbit Hole (en) - pièce de théâtre de David Lindsay-Abaire (en) ; l'action se passe à Larchmont

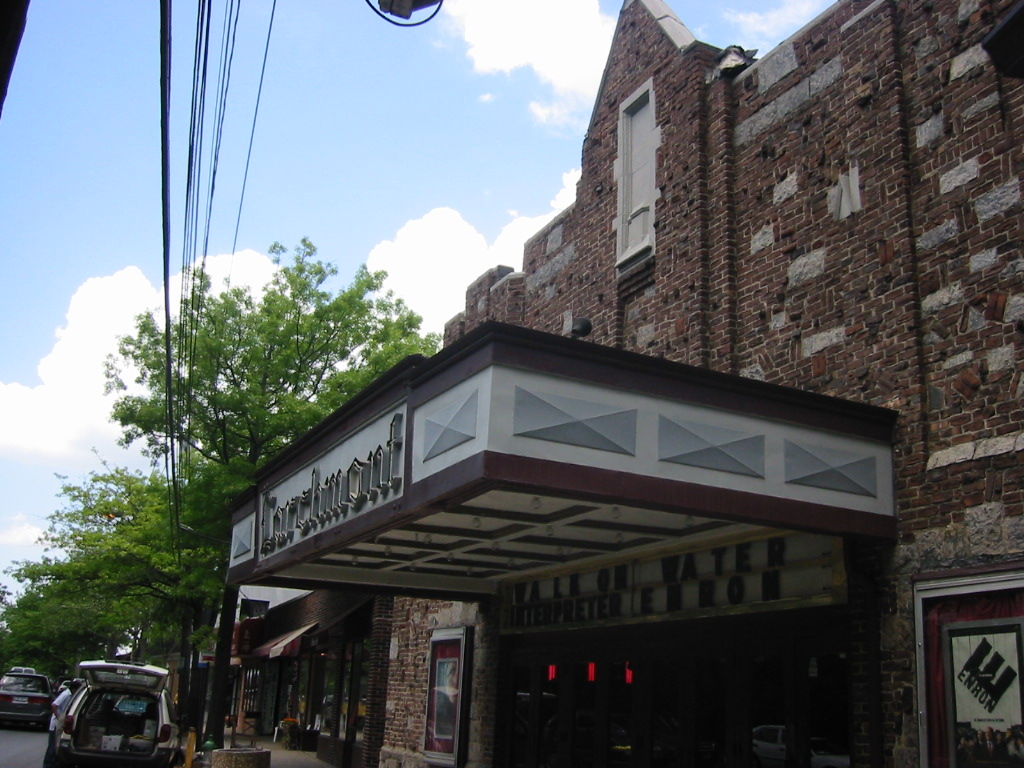
Le cinéma de Larchmont.

## Célébrités
- Tommy Armour, golfeur vainqueur de l’U.S. Open, du championnat PGA et du British Open.
- Edward Albee, dramaturge lauréat du Prix Pulitzer et de la Tony Award
- Maurice Barrymore, acteur[7].
- Jason Bay, un joueur de la Major League Baseball, actuellement left fielder des New York Mets
- Kenneth Paul Block, illustrateur de mode, passe son enfance dans cette ville.
- Kristin Darnell - actrice et mannequin des années 1980, a créé sa propre collection de mode (Clotilde)[8]
- Douglas Fairbanks, acteur, scénariste, réalisateur et producteur, incoutournable dans les premiers rôles de cape et d'épée[7].
- Dan Futterman, acteur et scénariste primé (The Birdcage, Capote)
- Timothy Geithner, Secrétaire du Trésor[9]
- D. W. Griffith, réalisateur
- Moss Hart, dramaturge
- Ang Lee, réalisateur primé aux Oscars
- Jasun Martz, artiste multimédia ; a enregistré des parties de clavier pour Michael Jackson, effectué des tournées avec Frank Zappa, arrangé le single We Built This City de Jefferson Starship[10].
- Michael O'Keefe, acteur (The Great Santini, Roseanne, The Departed)
- Michael Harrington, écrivain engagé et théoricien du socialisme, auteur de The Other America.
- Mary Pickford, actrice et membre fondateur du studio United Artists[7].
- Joan Rivers, actrice[11]
- David O. Russell, réalisateur
- Doc Severinsen trompettiste de jazz
- Vincent Youmans, compositeur, auteur de Tea for Two.